# Bileng (Litoral)
Bileng ist ein Ort im Norden der Provinz Litoral in Äquatorialguinea. Er liegt an einer wichtigen West-Ost-Verbindung, etwa 33 km östlich von Bata.

## Geographie
Der Ort liegt zwischen Mindyiminvé und Fua.

## Klima
Nach dem Köppen-Geiger-System zeichnet sich Bileng durch ein tropisches Klima mit der Kurzbezeichnung Am aus.